# Metalurh Zaporijjia
Maillots
Actualités
Le Futbolny Klub Metalurh Zaporijjia (en ukrainien : Футбольний Клуб Металург Запоріжжя), plus couramment abrégé en Metalurh Zaporijjia, est un club ukrainien de football fondé en 1935 et basé dans la ville de Zaporijjia.
Le club évolue au sein de la première division ukrainienne de 1992 à 2011 puis de 2012 à 2016.

## Historique
- 1935 : fondation du club sous le nom de Stal Zaporijjia
- 1950 : le club est renommé Metalurh Zaporijjia
- 2002 : 1re participation à une Coupe d'Europe (C3, saison 2002/2003)

## Bilan sportif

### Palmarès
- Coupe d'Ukraine :
  - Finaliste : 2005-06.

### Classements en championnat
La frise ci-dessous résume les classements successifs du club en championnat d'Union soviétique.
La frise ci-dessous résume les classements successifs du club en championnat d'Ukraine.

### Bilan européen
Note : dans les résultats ci-dessous, le score du club est toujours donné en premier.
| Saison    | Compétition | Tour              | Adversaire      | Domicile | Extérieur | Total |
| --------- | ----------- | ----------------- | --------------- | -------- | --------- | ----- |
| 2002-2003 | Coupe UEFA  | Tour préliminaire | Birkirkara FC   | 3 - 0    | 0 - 0     | 3 - 0 |
| 2002-2003 | Coupe UEFA  | Premier tour      | Leeds United    | 1 - 1    | 0 - 1     | 1 - 2 |
| 2006-2007 | Coupe UEFA  | Deuxième tour Q   | Zimbru Chișinău | 3 - 0    | 0- 0      | 5 - 0 |
| 2006-2007 | Coupe UEFA  | Premier tour      | Panathinaïkos   | 0 - 1    | 1 - 1     | 1 - 2 |

Légende
- Victoire ou qualification pour le tour suivant
- Match nul
- Défaite ou élimination de la compétition

## Personnalités du club

### Présidents du club
- Maksym Loupachko

### Entraîneurs du club
La liste présente les différents entraîneurs connus du club,.
- Nikolaï Kamenski (1950)
- Hryhoriy Balaba (uk) (1951-1952)
- Gueorgui Glazkov (1953-1954)
- Ramiz Karitchev (uk) (1954)
- Alekseï Kostylev (1955-1956)
- Viktor Ponomariov (ru) (1957-1958)
- Petro Tichtchenko (uk) (janvier 1959-mai 1959)
- Aleksandr Timofeïev (mai 1959-août 1959)
- Yevhen Pestov (uk) (septembre 1959-décembre 1959)
- Mikhaïl Tchourkine (1960-1961)
- Sergueï Korchounov (en) (1961-1962)
- Abram Lerman (uk) (avril 1963-septembre 1964)
- Viktor Sokolov (ru) (septembre 1964-juin 1965)
- Leonid Rodos (juillet 1965-décembre 1966)
- Sergueï Korchounov (en) (1967-1969)
- Viktor Loukatchenko (1970)
- Volodymyr Bohdanovitch (uk) (1971)
- Viktor Jyline (en) (janvier 1972-juillet 1972)
- Iouri Zakharov (uk) (août 1972-décembre 1973)
- Hryhoriy Voul (janvier 1974-mai 1974)
- Viktor Fomine (en) (juin 1974-décembre 1975)
- Iosif Betsa (janvier 1976-août 1978)
- Oleksandr Houlevsky (uk) (septembre 1978-juin 1980)
- Iouri Zakharov (uk) (août 1980-décembre 1980)
- Oleksandr Tomakh (en) (1981-mai 1988)
- Ihor Nadein (en) (mai 1988-novembre 1992)
- Jānis Skredelis (janvier 1993-septembre 1993)
- Hryhoriy Voul (octobre 1993-décembre 1993)
- Anatoliy Kuksov (mars 1994-août 1994)
- Oleksandr Tomakh (en) (septembre 1994-mars 1998)
- Oleksandr Chtelyne (avril 1998-mars 1999)
- Myron Markevych (avril 1999-mai 2001)
- Volodymyr Atamanyouk (juin 2001-juillet 2001)
- Oleh Taran (en) (juillet 2001-septembre 2002)
- Oleh Lutkov (en) (septembre 2002-octobre 2002)
- Ihor Nadein (en) (novembre 2002-décembre 2002)
- Ivan Katalinić (en) (janvier 2003-juin 2003)
- Mykhailo Fomenko (juillet 2003-décembre 2003)
- Anatoli Iourevitch (en) (février 2004-mai 2004)
- Sergueï Borovski (mai 2004-juin 2004)
- Valeriy Yaremchenko (en) (juillet 2004-juillet 2005)
- Anatoliy Chantsev (en) (juillet 2005-septembre 2005)
- Vyacheslav Hroznyi (en) (septembre 2005-mai 2006)
- Serhiy Yashchenko (en) (juillet 2006-avril 2007)
- Anatoliy Chantsev (en) (avril 2007-novembre 2008)
- Yuriy Vernydub (août 2007-septembre 2007)
- Oleh Loutkov (en) (novembre 2008-septembre 2009)
- Vladimir Khodous (septembre 2009-octobre 2009)
- Roman Hryhorchuk (en) (octobre 2009-mai 2010)
- Oleh Lutkov (en) (juin 2010-mai 2011)
- Serhiy Zaytsev (en) (juin 2011-mai 2012)
- Anatoliy Buznik (en) (juin 2012-juillet 2012)
- Serhiy Kovalets (en) (juillet 2012-août 2012)
- Vitaliy Kvartsyanyi (en) (septembre 2012-décembre 2012)
- Serhiy Zaytsev (en) (janvier 2013-mai 2013)
- Oleh Lutkov (en) (juin 2013-octobre 2013)
- Oleh Taran (en) (octobre 2013-novembre 2014)
- Oleksandr Tomakh (en) (novembre 2014-février 2015)
- Anatoliy Chantsev (en) (février 2015-mars 2016)
- Volodymyr Tchapovalov (août 2017-juin 2018)
- Oleh Taran (en) (juin 2018-juin 2019)
- Ivan Bohatyr (en) (juillet 2019-octobre 2019)
- Oleksiy Hodin (en) (octobre 2019-)

### Joueurs emblématiques du club
La liste suivante présente des joueurs dont le passage au club a été notable,.
- Sergueï Korchounov (en) (1958-1960)
- Viktor Matvienko (1970)
- Valeri Ourine (en) (1964)
- Hennadiy Perepadenko (en) (1982-1983)
- Aleksandr Prokhorov (1968-1969)
- Viktor Serebryanikov (1958-1959)
- Yevhen Shakhov (1980-1981, 1983-1986)
- Ivan Shariy (en) (1979-1980)
- Mykhaylo Sokolovsky (1973)
- Ihor Tcherkoun (uk) (1987-1990)
- Oleksandr Tomakh (en) (1968-1975, 1978-1980)
- Armen Akopyan (en) (1996-2005, 2007-2009)
- Serhiy Bashkyrov (en) (1983, 1989-1992)
- Illya Blyznyuk (en) (1992-1995)
- Ivan Bohatyr (en) (1994-2003)
- Stanislav Bohush (2003-2008)
- Oleksiy Byelik (2011-2012)
- Viatcheslav Chevtchuk (1996-1998)
- Andriy Demchenko (en) (1998-2007, 2010)
- Yuriy Dudnyk (en) (1989-1992, 1994-1996, 2000)
- Andriy Hlushchenko (en) (2000-2008)
- Oleksiy Hodin (en) (1999-2009, 2013-2015, 2018)
- Taras Hrebeniouk (uk) (1994-2002)
- Serhiy Klioutchyk (uk) (1992-2000, 2002-2003)
- Maksym Koval (2008-2010)
- Serhiy Kovalets (en) (2000-2002)
- Yakiv Kripak (en) (1996-1997)
- Serhiy Kryvtsov (2006-2009)
- Ihor Luchkevych (en) (1991-1998, 2003-2005)
- Iouri Markine (uk) (1990-1999)
- Ihor Nakonechny (en) (1989-1991, 1995)
- Dmytro Nevmyvaka (en) (2003-2010)
- Valentyn Poltavets (en) (1994-2000)
- Serhiy Popov (en) (2004-2006)
- Viktor Skripnik (1989-1994)
- Taras Stepanenko (2006-2010)
- Vasyl Storchak (en) (1989-1992)
- Oleh Taran (en) (1989-1992)
- Yuriy Vernydub (1989-1993)
- Oleksandr Zayets (en) (1986-1991)
- Andreï Kariaka (1996-1998)
- Artem Chelyadinski (2004-2008)
- Nikolaï Kachevski (en) (2003-2004, 2006-2008)
- Dato Kvirkvelia (2006-2008)
- Irakli Modebadze (en) (2002-2007, 2009-2010)
- Mikheil Potskhveria (en) (1994-1995)
- Sergueï Volguine (en) (1990-1991)
- Valentīns Lobaņovs (2002-2005)